# Trentepohlia (Paramongoma) sororcula
Trentepohlia (Paramongoma) sororcula is een tweevleugelige uit de familie steltmuggen (Limoniidae). De soort komt voor in het Neotropisch gebied.